# 天主教马蒂教区
天主教馬蒂教區 （拉丁語：Dioecesis Matiensis）是菲律賓一個羅馬天主教教區，屬天主教達沃總教區。轄區包括東達沃省。1984年2月16日設自治監督區。
2004年有教友395,355人、17個堂區、33名司鐸。現任教區主教為博德·阿洛，主教座堂為聖尼科拉斯德托倫蒂諾座堂，位於東達沃省首府馬蒂。